# Arrow McLaren

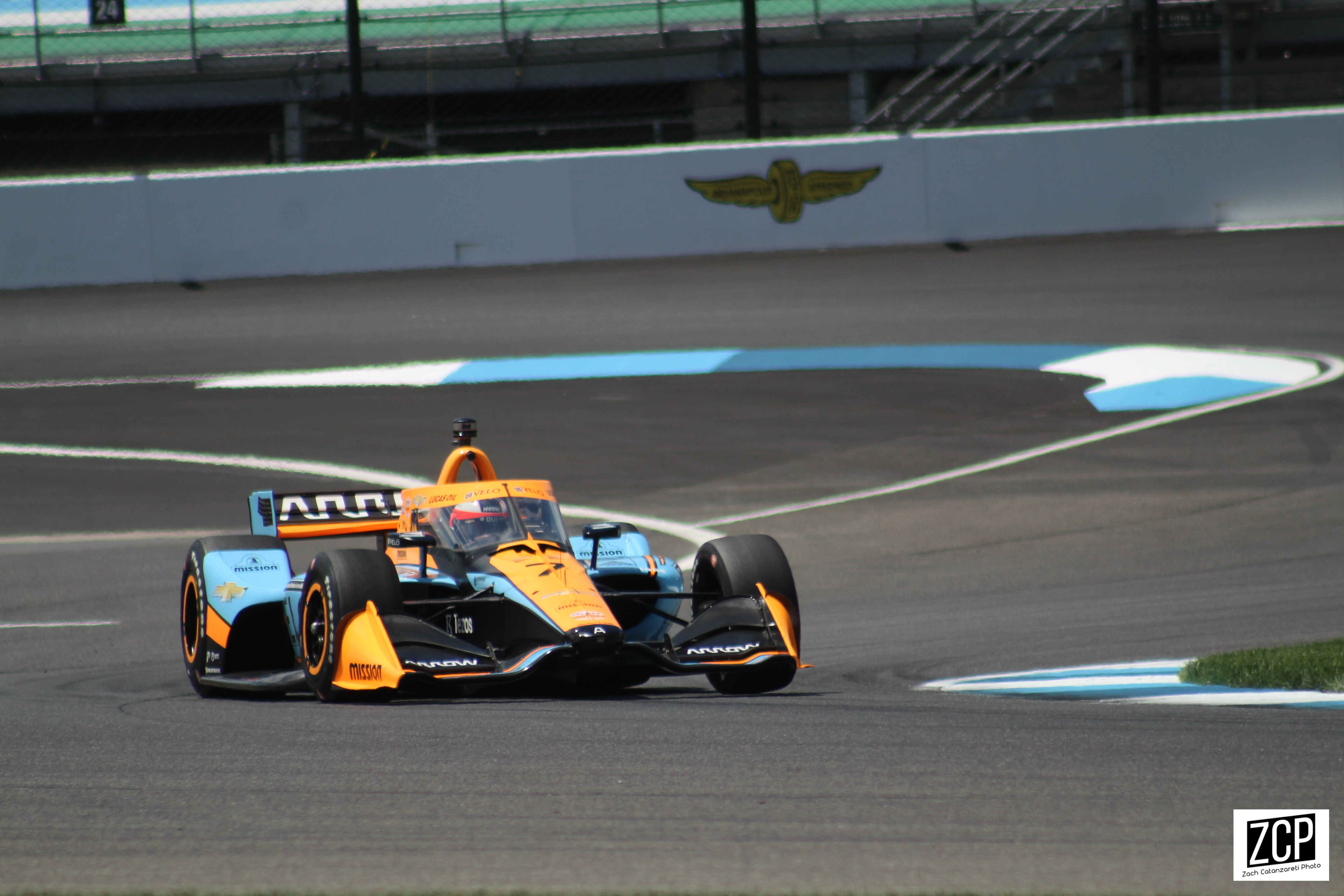
Felix Rosenqvist en 2022.

Arrow McLaren est une écurie de course automobile américaine qui engage des voitures dans le championnat NTT IndyCar Series (sous l’appellation Arrow McLaren IndyCar Team). L'équipe, anciennement nommée Sam Schmidt Motorsports, Arrow Schmidt Peterson Motorsports, puis Arrow McLaren SP, a été fondée par l'ancien pilote Sam Schmidt (en) en 2001, quelques mois après son grave accident, avant d’être rachetée par l’écurie britannique de Formule 1 McLaren Racing en août 2019.
McLaren Racing, déjà triple-vainqueur des 500 miles d'Indianapolis dans les années 1970, possède en 2024, 75% du capital de l’équipe, avant d'en prendre intégralement le contrôle en 2025.
En 2025, l’écurie engage trois voitures à temps plein, propulsées par des moteurs Chevrolet, aux mains du Mexican Patricio O'Ward, l’Américain Nolan Siegel, et le Danois Christian Lundgaard.

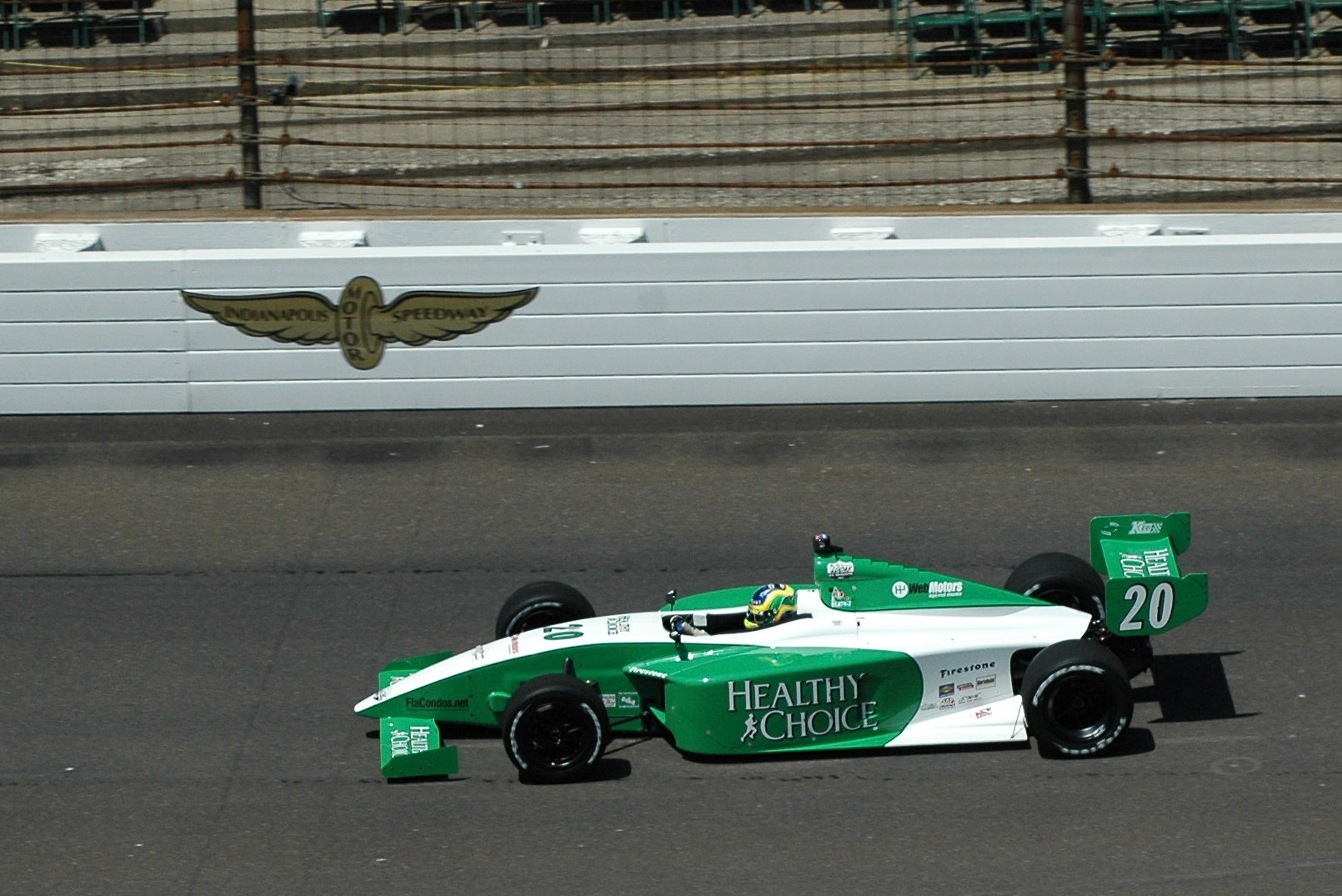
Ana Beatriz en 2008 en Indy Lights.

## Historique

### 2000: L'accident de Sam Schmidt
Sam Schmidt est un pilote automobile américain, né le 15 août 1964 au Nebraska aux États-Unis. Il fait ses débuts en Indy Racing League en 1997, au volant d'une Dallara Oldsmobile du LP Racing. Il remporte sa première victoire dans la compétition en septembre 1999, sur le Las Vegas Motor Speedway, pour le compte du Treadway Racing. Il termine la saison à la cinquième position.
Le 6 janvier 2020, Sam Schmidt se trouve sur le Walt Disney World Speedway à Orlando en Floride, pour des essais d'intersaison. Il est victime lors de ces tests d'une violente sortie de piste, sa voiture s'écrasant contre le mur du virage numéro 2, à 290 km/h,. Il est immédiatement conduit à l'hôpital le plus proche dans un état critique. On lui diagnostique alors une tétraplégie, résultant d'une grave blessure à la moelle épinière aux niveaux des vertèbres C-3 et C-4. Schmidt est placé sous respirateur pendant cinq mois. 
En quittant l'hôpital, et réalisant qu'il ne pourra plus piloter, Sam Schmidt décide de fonder sa propre équipe de course, Sam Schmidt Motorsports, s'inspirant pour cela de l'histoire de Franck Williams, lui-même tétraplégique, et fondateur de sa propre équipe.

## Résultats en IndyCar Series
| Saison | Écurie                                   | Châssis             | Moteur                | Pneus     | Pilotes                                                                                        | Courses disputées |
| ------ | ---------------------------------------- | ------------------- | --------------------- | --------- | ---------------------------------------------------------------------------------------------- | ----------------- |
| 2001   | Sam Schmidt Motorsports                  | Dallara IR-01       | Oldsmobile Aurora V8  | F         | Davey Hamilton Richie Hearn Jaques Lazier Alex Barron Anthony Lazzaro                          | 13                |
| 2002   | Sam Schmidt Motorsports                  | Dallara IR-02       | Chevrolet Indy V8     | F         | Mark Dismore Richie Hearn Jimmy Kite Greg Ray Anthony Lazzaro                                  | 15                |
| 2003   | Sam Schmidt Motorsports                  | Panoz G-Force GF09  | Toyota Indy V8        | F         | Richie Hearn                                                                                   | 1                 |
| 2004   | Sam Schmidt Motorsports                  | Panoz G-Force GF09B | Toyota Indy V8        | F         | Richie Hearn                                                                                   | 1                 |
| 2005   | Sam Schmidt Motorsports                  | Panoz GF09C         | Chevrolet Indy V8     | F         | Richie Hearn                                                                                   | 1                 |
| 2006   | Sam Schmidt Motorsports                  | Dallara IR-05       | Honda HI6R V8         | F         | Airton Daré                                                                                    | 1                 |
| 2007   | Sam Schmidt Motorsports                  | Dallara IR-05       | Honda HI7R V8         | F         | Buddy Lazier                                                                                   | 1                 |
| 2009   | Sam Schmidt Motorsports                  | Dallara IR-05       | Honda HI9R V8         | F         | Alex Lloyd                                                                                     | 1                 |
| 2010   | Sam Schmidt Motorsports                  | Dallara IR-05       | Honda HI10R V8        | F         | Townsend Bell                                                                                  | 1                 |
| 2011   | Sam Schmidt Motorsports                  | Dallara IR-05       | Honda HI11R V8        | F         | Townsend Bell Alex Tagliani Dan Wheldon Jay Howard Wade Cunningham Martin Plowman Hideki Mutoh | 18                |
| 2012   | Schmidt-Hamilton Motorsports             | Dallara DW12        | Honda HI12TT V6t      | F         | Townsend Bell Simon Pagenaud                                                                   | 15                |
| 2013   | Schmidt Peterson Hamilton HP Motorsports | Dallara DW12        | Honda HI13TT V6t      | F         | Simon Pagenaud Tristan Vautier Katherine Legge                                                 | 19                |
| 2014   | Schmidt Peterson Motorsports             | Dallara DW12        | Honda HI14TT V6t      | F         | Simon Pagenaud Jacques Villeneuve Mikhail Aleshin                                              | 18                |
| 2015   | Schmidt Peterson Motorsports             | Dallara DW12        | Honda HI15TT V6t      | F         | James Hinchcliffe Ryan Briscoe Mikhail Aleshin Conor Daly James Jakes                          | 16                |
| 2016   | Schmidt Peterson Motorsports             | Dallara DW12        | Honda HI16TT V6t      | F         | James Hinchcliffe Mikhail Aleshin Oriol Servià                                                 | 16                |
| 2017   | Schmidt Peterson Motorsports             | Dallara DW12        | Honda HI17TT V6t      | F         | James Hinchcliffe Mikhail Aleshin Sebastián Saavedra Jack Harvey Jay Howard                    | 17                |
| 2018   | Schmidt Peterson Motorsports             | Dallara IR18        | Honda HI18TT V6t      | F         | James Hinchcliffe Robert Wickens Carlos Muñoz Jack Harvey Jay Howard                           | 17                |
| 2019   | Arrow Schmidt Peterson Motorsports       | Dallara IR18        | Honda HI19TT V6t      | F         | James Hinchcliffe Marcus Ericsson Conor Daly Jack Harvey Oriol Servià                          | 17                |
| 2020   | Arrow McLaren SP                         | Dallara IR18        | Chevrolet IndyCar V6t | F         | Patricio O'Ward Oliver Askew Hélio Castroneves Fernando Alonso                                 | 14                |
| 2021   | Arrow McLaren SP                         | Dallara IR18        | Chevrolet IndyCar V6t | F         | Patricio O'Ward Felix Rosenqvist Juan Pablo Montoya                                            | 6                 |
| 2022   | Arrow McLaren SP                         | Dallara IR18        | Chevrolet V6 t        | Firestone | Patricio O'Ward Felix Rosenqvist Juan Pablo Montoya                                            | 17                |
| 2023   | Arrow McLaren SP                         | Dallara IR18        | Chevrolet V6 t        | Firestone | Patricio O'Ward Felix Rosenqvist Alexander Rossi Tony Kanaan                                   | 17                |
| 2024   | Arrow McLaren SP                         | Dallara IR18        | Chevrolet V6 t        | Firestone | Patricio O'Ward Callum Ilott Nolan Siegel Théo Pourchaire Alexander Rossi Kyle Larson          | 17                |